# Cheilosia lapponica
Cheilosia lapponica är en tvåvingeart som först beskrevs av Becker 1894.  Cheilosia lapponica ingår i släktet örtblomflugor, och familjen blomflugor.
Artens utbredningsområde är Sverige. Inga underarter finns listade i Catalogue of Life.